# June Mummery
June Alison Mummery est une femme politique britannique.
En 2019, elle est élue députée européenne du Parti du Brexit.

## Carrière politique
Mummery est membre de l'alliance du marché aux poissons de Lowestoft et a mené campagne pour que le Royaume-Uni exerce un contrôle plus strict des eaux territoriales britanniques.
Aux élections européennes de 2019, elle est, avec Richard Tice et Michael Heaver, une des trois députés du parti du Brexit élus dans la circonscription d'Angleterre de l'Est.